# Moszkva–2

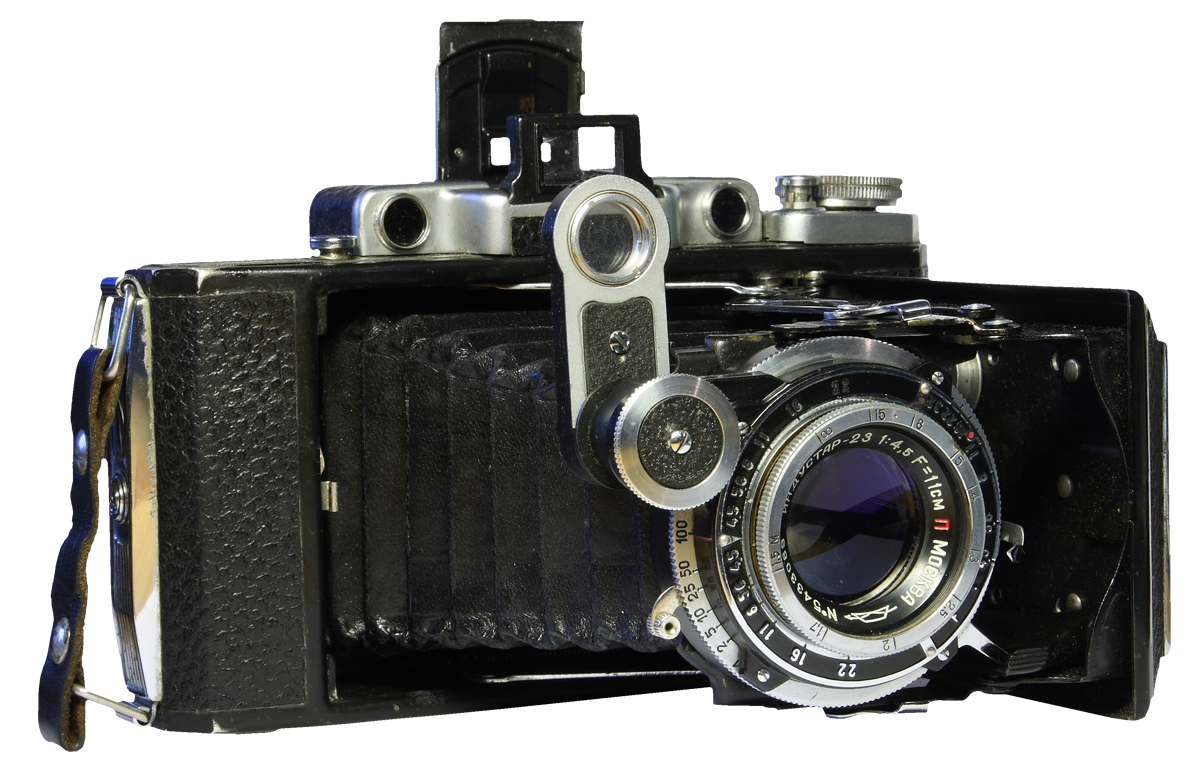
Moszkva–2 fényképezőgép

A Moszkva–2 (oroszul: Москва–2) szovjet közepes formátumú távmérős fényképezőgép. A Zeiss Super Ikonta C 531/2-es fényképezőgép szovjet másolata, amelyet 1947–1956 között gyártott a Krasznogorszki Mechanikai Művek (KMZ). 197 640 darab készült belőle. Vakuszinkronnal ellátott változata a Moszkva–4, továbbfejlesztett változata a Moszkva–5 fényképezőgép.